# Jeunesse Sportive de Pobè
Jeunesse Sportive de Pobè Football Club (verkürzt JS Pobè oder JS Pobè FC) ist ein beninischer Fußballverein aus Pobè, Département Plateau.

## Geschichte
Gegründet wurde der Club im Jahr 1993. Im Jahr 2002 setzte sich der Club im Coupe du Benin, dem beninischen Pokalwettbewerb, durch und errang damit seinen ersten Titel. Der Finalgegner war Mogas 90 FC und das Spiel wurde im Elfmeterschießen entschieden.
Mit Stand Februar 2023 spielt JS Pobè im Championnat National du Benin, der ersten Liga des Landes, und trägt seine Heimspiele im Stade Jean-Pierre Gascon aus, das 5000 Plätze umfasst.

## Erfolge
- Coupe du Benin: 2002

## Statistik in den CAF-Wettbewerben
Im African Cup Winners’ Cup 2003, dem Wettbewerb der Pokalsieger Afrikas, setzte sich der Club in der Qualifikationsrunde mit zwei Siegen gegen Akokana FC, den Vertreter Nigers, durch. Zum Auswärtsspiel gegen Étoile Sportive du Sahel aus Tunesien erschien JS Pobè jedoch nicht und wurde für drei Jahre von den Wettbewerben der Confédération Africaine de Football ausgeschlossen.
| Wettbewerb                    | Runde         | Gegner                   | Hinspiel | Rückspiel |  |
| ----------------------------- | ------------- | ------------------------ | -------- | --------- |  |
|                               |               |                          |          |           |  |
| African Cup Winners’ Cup 2003 | Qualifikation | Akokana FC               | 1:0 (H)  | 1:0 (A)   |  |
|                               | 1. Runde      | Étoile Sportive du Sahel |          |           |  |

## Bekannte Spieler
Die Spieler kamen wenigstens einmal für die Nationalmannschaft zum Einsatz:
- Cédric Coréa (* 1990)
- Wassiou Oladipupo (* 1983)
- Razak Omotoyossi (1985–2025)
- Médard Zanou (* 1986)[6]